# Tabebuia donnell-smithii
Tabebuia donnel-smithii (Roseodendron donnel smithii (sin. botánico)) es una especie arbórea que destaca por sus llamativas flores amarillas (el árbol florece durante los primeros meses de año, generalmente entre marzo y abril; de ahí que su nombre común sea el de primavera, Cortez Blanco (El Salvador)) puede alcanzar una altura hasta de 30 m.

## Descripción
Árbol caducifolio cuya altura puede ser de 28 hasta 37 m y un diámetro de 50 a 60 cm a la altura del pecho, sus ramificación es escasa, copa irregular y redondeada; fuste recto; la corteza es áspera de color gris a café oscuro, tiene grietas verticales, profundas y forman placas anchas de color café oscuro. Hojas compuestas, con 5 folíolos, de 5 a 25 cm de largo y de 8 a 20 cm de ancho. Flores hermafroditas, de color amarillo, de forma campanulada, grandes de 2 a 2.5 cm de ancho, se agrupan al final de las ramas formando inflorescencias terminales (panículas), de 5 a 12 cm de largo. El fruto es una cápsula cilíndrica, rugosa, angosta, de 11 a 35 cm de largo y 0.6 a 2 cm de ancho, dehiscentes longitudinalmente, de color verde-amarillento. Semillas aladas, aplanadas, de 1.5 a 2 cm de largo y 1 cm de ancho, de color gris.
Esta especie es muy fácil de confundir con su pariente la "amapa prieta" (Tabebuia chrysantha) que presenta una floración muy similar (también amarilla) sólo que su arreglo es a partir de un punto de la ramificación floral (el llamado "raquis") a diferencia de la primavera, en la cual las flores parten de varios puntos de la ramificación dando la apariencia de un "arbolito de navidad". Al igual que la "amapa Prieta" ambas especies en México están protegidas por la NOM 059 SEMARNAT 2001 como especies amenazadas.

## Distribución
En México se distribuye en la vertiente del Pacífico: en los estados de Sinaloa, Nayarit, Colima, Jalisco, Michoacán, Guerrero, Oaxaca y Chiapas; por la  vertiente del Golfo de México se localiza en los estados de Veracruz, Tabasco y Campeche. Se ha registrado también en el estado de Morelos y Quintana Roo. En Centroamérica se distribuye en Guatemala, El Salvador, Honduras, Nicaragua y Costa Rica. En Hawái, Puerto Rico y Ecuador, se ha evaluado como una especie maderable.

## Ambiente
Es una especie que puede crecer en altitudes que van desde el nivel del mar hasta los 900 m s. n. m., los requerimientos de precipitación para esta especie son variables y van de 1000 hasta 3000 mm anuales, con una temperatura promedio de 18 °C, sin embargo, es una especie que puede adaptarse a diferentes climas, a excepción de los muy fríos. Con relación al tipo de suelos, crece y se desarrolla mejor en suelos de textura franco arenosa, moderadamente profundo, pero con buen drenaje, prefiere los suelos neutros. Es una especie que requiere una alta luminosidad para su crecimiento.

## Estado de conservación
Su principal uso es como planta ornato en áreas públicas por la gran colorido de su floración, además que su madera es de buena calidad para la fabricación de muebles. Es una planta de amplia distribución en México. No se encuentra bajo ninguna categoría de protección de acuerdo a la  NOM-059- ECOL- SEMARNAT- 2010. Tampoco se encuentra bajo una categoría de protección de la UICN.